# Nueva Arcadia
Nueva Arcadia (uit het Spaans: "Nieuw-Arcadië") is een gemeente (gemeentecode 0413) in het departement Copán in Honduras. Het dorp Nueva Arcadia is echter niet de hoofdplaats van de gemeente, dat is La Entrada.
In 1740 bestond binnen de grenzen van de huidige gemeente het landgoed Santa Efigemía. Rond dit landgoed ontstond een dorp.Toen de gemeente in 1837 zelfstandig werd, veranderde de naam van dit dorp in Nueva Arcadia, en werd het de hoofdplaats de gemeente. In 1961 verplaatste men de zetel van de gemeente naar het dorp La Entrada ("De ingang"). Waarschijnlijk is dit dorp zo genoemd omdat men hier komende vanaf San Pedro Sula de bergen binnenging.
Het dorp Nueva Arcadia bevindt zich op een kleine hoogvlakte bij de berg Los Tablones. La Entrada bevindt zich ten westen van de rivier Salsoque.

## Bevolking
De bevolking is als volgt verdeeld:
| Vrouwen | 22.134 | 52% |
| Mannen  | 20.456 | 48% |

## Dorpen
De gemeente bestaat uit dertien dorpen (aldea), waarvan de grootste qua inwoneraantal: La Entrada (code 041301), Chalmeca (041304)  en Los Tangos (041309).